# Assedio di Lilibeo (276 a.C.)
L'assedio di Lilibeo si svolse nel 276 a.C., nell'ambito delle guerre pirriche e delle guerre greco-puniche, e vide contrapposti Pirro, re d'Epiro, alleatosi coi Sicelioti e i Cartaginesi che cercarono di difendere Lilibeo.
L'assedio di Erice del 277 a.C. aveva visto la sconfitta dei Cartaginesi che, di fronte alla scacciante avanzata di Pirro, si dovettero rifugiare a Lilibeo città fondata dai fuggitivi cartaginesi scampati all'assedio di Mozia del 398 a.C. di Dionisio.
La perdita di Lilibeo, rocca alquanto fortificata dei cartaginesi, avrebbe per loro significato la rovina dei loro domini in Sicilia e il trionfo di Pirro sui nemici. Nonostante l'impresa di espugnarla fosse di enormi difficoltà già in partenza, Pirro pose l'assedio e preparò al meglio il suo esercito.

## Svolgimento
I Cartaginesi, consci dell'importanza di questa rocca, mandarono una richiesta d'aiuto a Cartagine che inviò grandi quantità di uomini e macchine. Data la posizione della città, che era a ridosso del mare, i generali cartaginesi decisero di costruire mura formate da torri continue in direzione della terraferma; fatto questo si inviarono messaggeri a Pirro per chiedere una tregua promettendo l'offerta annuale di un tributo. Pirro, chiamati a raduno i suoi generali, decretò che l'unica condizione che sarebbe stata accettata era quella di lasciare la Sicilia e tutti i possedimenti che il governo di Cartagine deteneva, oltre che a smantellare le navi che permettevano di dominare tra i mari.
L'esosa richiesta di Pirro, che avrebbe troppo indebolito i Cartaginesi, fu respinta e il re d'Epiro dovette passare all'attacco. Ma i Cartaginesi resistettero coraggiosamente agli assalti di Pirro, il cui esercito andava, di giorno in giorno, scemando in uomini. Tale era la quantità dei difensori e le macchine che per poco le mura riuscivano a contenerli. Le macchine che Pirro aveva portato con sé dall'assedio di Siracusa non erano in grado di far breccia e presto furono sostituite da altre nuove che, scavando il terreno al di sotto delle mura, cercavano di indebolirle. Tutti gli espedienti però, risultarono vani.
Dopo due mesi d'assedio, persa ogni speranza, Pirro dovette ritirarsi e sollevare l'assedio.

## Conseguenze
Nonostante la disfatta, Pirro pensò, forse sulle tracce di Agatocle di Siracusa, di portare la guerra direttamente in Africa. La mancanza di marinai però, spinse Pirro a ricercarli tra le polis di Sicilia. L'eccessivo rigore e gli ingiustificati soprusi a danno dei Sicelioti, li spinsero a reagire contro il re d'Epiro che, sotto il contrattacco dei Cartaginesi, si dovette ritirare in Italia.